# 阿瑟爾 (麻薩諸塞州)
阿瑟爾（英語：Athol）是一個位於美國麻薩諸塞州烏斯特縣的鎮。

## 人口
根據2020年美國人口普查的數據，阿瑟爾的面積為86.50平方千米，當中陸地面積為84.40平方千米，而水域面積為2.10平方千米。當地共有人口11945人，而人口密度為每平方千米138人。